# 篱笆女
篱笆女，中国网络词汇，源自上海，是指在婚姻择偶方面对男方有着盲目高要求或不切实际幻想的未婚女性，有拜金女之意。 

## 词语来历
由于最初关于盲目高要求的择偶条件等话题源自上海本地最大民生论坛之一的篱笆网，引发了网民间的热议，反感她们的人就称这类人为「篱笆女」。据分析，「篱笆女」主要来自城市中低收入阶层的家庭，对依靠婚姻来提高個人社會階層及經濟狀況的意愿十分强烈，所以才能会提出那么多远超自身条件的对男性的择偶要求，但往往又很难找到心仪的对象。

## 文化影响
“篱笆”一词在上海被赋予了「拜金」之意，并广泛流传，成为一个流行词，比如说「这个女的很篱笆」，意为「这个女的很拜金」。